# Fukuhara-kyō
Fukuhara-kyō (福原京?) fue la capital de Japón desde el mes de junio de 1180 hasta noviembre del mismo año; a finales de la era Heian.

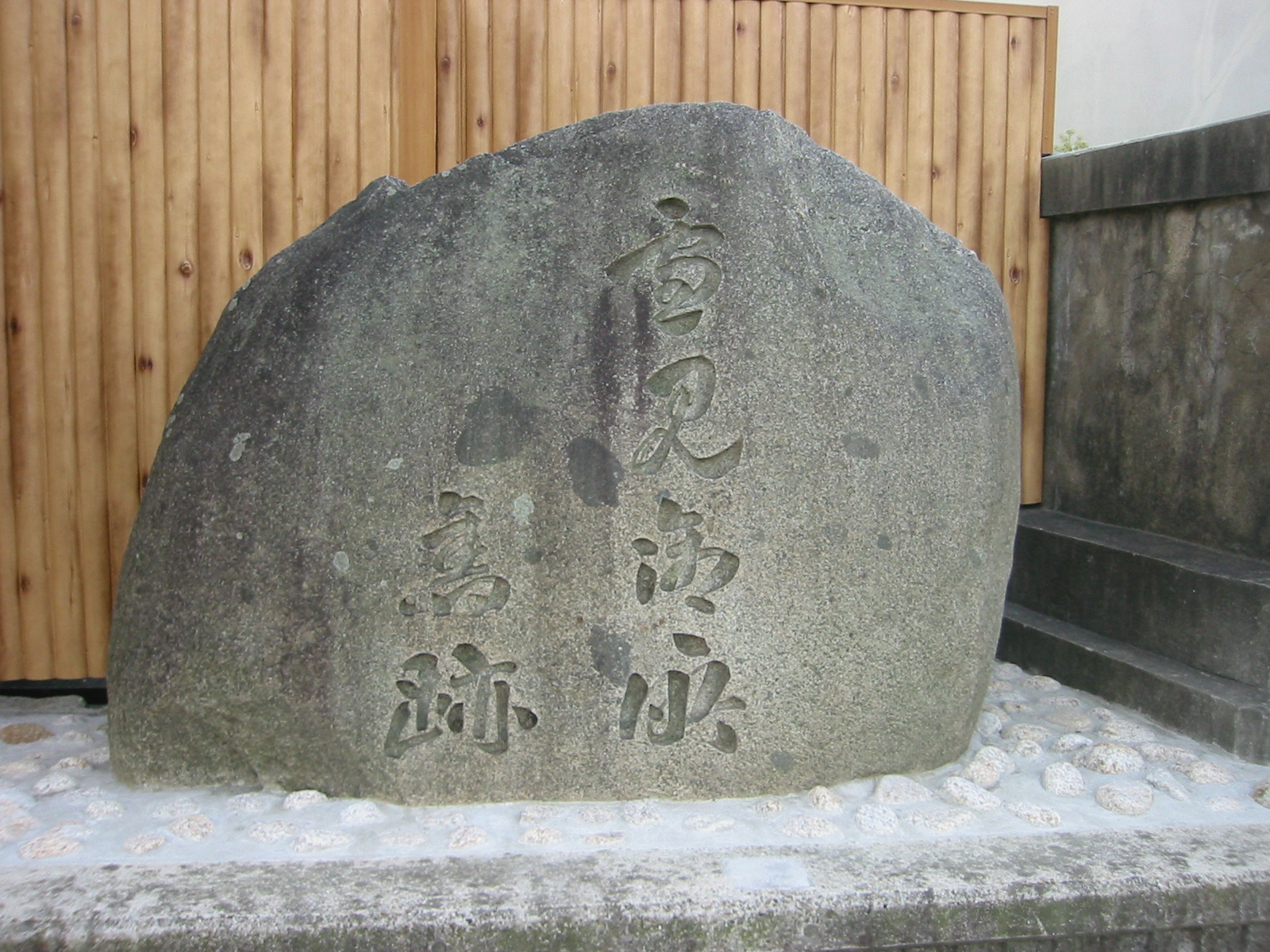
Sitio histórico del Palacio Imperial de Fukuhara Yukimi

Dicha localidad abarcaba una parte de la actual ciudad de Kōbe, y originalmente fue un puerto comercial. En 1180 por órdenes de Taira no Kiyomori se decidió trasladar la capital de Japón desde Kioto a Fukuhara con el objetivo de fortalecer el comercio con China, sin embargo pocos meses después, con la amenaza del clan Minamoto al iniciarse las Guerras Genpei, obliga el retraslado a Kioto.
| Predecesor: Heian-kyō (Kioto) | Capital de Japón 1180 | Sucesor: Heian-kyō (Kioto) |

- Datos: Q6031707